# Пайн-Веллі (Вісконсин)
Пайн-Веллі (англ. Pine Valley) — місто (англ. town) в США, в окрузі Кларк штату Вісконсин. Населення — 1175 осіб (2020).

## Демографія
Згідно з переписом 2010 року, у місті мешкало 1157 осіб у 461 домогосподарстві у складі 352 родин. Було 550 помешкань
Расовий склад населення:
| - 96,3 % — білих - 1,2 % — корінних американців - 0,5 % — азіатів - 0,2 % — чорних або афроамериканців - 0,1 % — вихідців з тихоокеанських островів |

До двох чи більше рас належало 1,1 %. Частка іспаномовних становила 1,5 % від усіх жителів.
За віковим діапазоном населення розподілялося таким чином: 22,3 % — особи молодші 18 років, 60,5 % — особи у віці 18—64 років, 17,2 % — особи у віці 65 років та старші. Медіана віку мешканця становила 44,5 року. На 100 осіб жіночої статі у місті припадало 112,3 чоловіків;  на 100 жінок у віці від 18 років та старших — 111,5 чоловіків також старших 18 років.
Середній дохід на одне домашнє господарство  становив 73 943 долари США (медіана — 59 750), а середній дохід на одну сім'ю — 80 773 долари (медіана — 72 171). Медіана доходів становила 43 571 долар для чоловіків та 34 107 доларів для жінок. За межею бідності перебувало 6,4 % осіб, у тому числі 4,6 % дітей у віці до 18 років та 5,0 % осіб у віці 65 років та старших.
Цивільне працевлаштоване населення становило 803 особи. Основні галузі зайнятості: виробництво — 21,7 %, освіта, охорона здоров'я та соціальна допомога — 21,3 %, роздрібна торгівля — 11,6 %, мистецтво, розваги та відпочинок — 9,1 %.